# ممبة خضراء غربية
الممبة الخضراء الغربية أو ممبة الخضراء غرب أفريقيا هي أفعى شجرية سامة رقيقة وتوجد في غرب أفريقيا ، بما فيها ليبيريا وساحل العاج .وتعتبر قريبة جدا للممبة الخضراء الشرقية وكذلك للممبة السوداء

## المظهر
- على عكس الممبة الخضراء الشرقية فإن هذه الممبة لونها ليس ساطعا على الرغم من أنه أخضر فهو باهت ويملؤه الون الأسود على الجوانب.كما تظهر تشققات في الوجه . وهي نهارية، ولكنها قد تكون نشطة في الليل أيضا.

## مناطق تواجدها
- تسكن هذه الأفاعي الغابات المطيرة والسافانا.

## الغذاء
- الفريسة الطبيعية تشمل الطيور والزواحف والثدييات الصغيرة.